# Herb Jerozolimy

Izraelski herb miasta Jerozolimy

Herb Jerozolimy, urzędowy emblemat izraelskiego miasta Jerozolimy i jego izraelskich władz. Przyjęty w 1949 po zorganizowanym wcześniej konkursie. Herb był opublikowany w dzienniku urzędowym Rashumot 13 listopada 1958. Znajdujący się w centrum herbu niebieski lew jest nawiązaniem do biblijnego Lwa Judy. W tle zarysowano linie kamieni jerozolimskich murów, niektóre źródła podają nawet informację, iż jest to fragment tzw. Ściany Płaczu. Postać stojącego na tylnych łapach lwa okalają z obu stron gałązki oliwne, symbol pokoju. Ponad tarczą herbu znajduje się hebrajski napis, jest to nazwa miasta - Jerozolima (hebr. יְרוּשָׁלַיִם).